# Ağrı Dağı Efsanesi
Ağrı Dağı Efsanesi (La llegenda de la muntanya ağrı o La llegenda del Mont Ararat) o Gülbahar és una òpera en turc, composta per Çetin Işıközlü el 1972 i basada en la novel·la homònima de Yaşar Kemal, La Llegenda de la Muntanya Ağrı.